# Попович, Валерий Александрович
Вале́рий Александрович Попо́вич (18 мая 1970, Горький) — советский и российский футболист, многократный чемпион Финляндии и лучший игрок чемпионата Финляндии.

## Биография
Воспитанник нижегородского футбола.
Дебютировал в 1986 году в «Химике» Дзержинск. В том же году был приглашён Борисом Игнатьевым в юниорскую сборную СССР. В составе этой сборной в 1986 году Попович занял третье место на чемпионате Европы в Греции, а в 1988 году выиграл чемпионат Европы в Чехословакии в составе юношеской сборной СССР.
В 1988 году был призван в армию, два года играл за ЦСКА, несмотря на желание оказаться в московском «Спартаке». В 1989 году выиграл первенство первой лиги. После окончания срока службы в 1990 году перешёл в «Спартак», выходил редко, на замены. С первых минут чаще играл в еврокубках. Дебютировал стартовом составе в матче Кубка чемпионов со «Спартой» в Праге. В 1991 году выиграл со «Спартаком» серебряные медали чемпионата СССР.
В 1992 году перешёл в клуб второго финского дивизиона ТПВ. В первый же год выступлений Поповича в Финляндии поднялся в высший дивизион, и он получил приглашения клубов «Ильвеса», а затем «Хаки». В составе «Хаки» стал ведущим игроком. Неоднократно за годы выступления в Финляндии становился чемпионом и признавался лучшим футболистом чемпионата. Лучший бомбардиром этой команды.
Дважды за время выступления за «Хаку» заключал временные контракты (на полсезона) с клубами из стран, проводящих свои чемпионаты по системе осень-весна, датским «Икастом» и нидерландским «Херенвеном».
По окончании сезона-2008 у Поповича истёк контракт с финишировавшей восьмой «Хакой», а условия очередного соглашения, предложенного новым руководством клуба, его не устроили. В результате нападающий подписал годичный контракт с хельсинкским ХИКом.
С 2010 года являлся играющим тренером «Ильвеса» и руководил командой вместе с Юсси Лайханеном.
По подсчётам статистических показателей, которые осуществил Виктор Хохлюк, Попович стал третьим бомбардиром из стран бывшего СССР в зарубежных клубах. На его счету 193 мяча за рубежом, что на четыре гола меньше, чем у Андрея Шевченко. Этот голевой показатель позволил Поповичу занять третье место в таблице символического Клуба бомбардиров Олега Протасова и стать самым результативным бомбардиром среди российских футболистов в зарубежных командах.

## Личная жизнь
У Валерия Поповича есть два сына: Александр (родился в 1993 году) и Антон. Они оба также являются футболистами.

## Достижения
ЦСКА
- Победитель первой лиги чемпионата СССР: 1989

Спартак
- Серебряный призёр чемпионата СССР: 1991

Хака
- Чемпион Финляндии: 1995, 1998, 1999, 2000, 2004
- Обладатель Кубка Финляндии: 1997, 2002, 2005

ХИК
- Чемпион Финляндии: 2009

Херенвен
- Серебряный призёр чемпионата Нидерландов: 2000

Сборная СССР
- Чемпион Европы по футболу среди юношей до 19 лет: 1988
- Бронзовый призёр чемпионата Европы по футболу среди юниоров до 17 лет: 1986

### Личные
- Лучший футболист чемпионата Финляндии (4 раза, последний раз — 2003).
- Лучший бомбардир чемпионата Финляндии: 1995, 1999
- Член Клуба бомбардиров Олега Протасова — 193 гола.